# KF Ballkani Suva Reka
KF Ballkani Suva Reka (alb.: Klubi Futbollistik Ballkani Therandë, serb. cyr.: Фудбалски клуб Балкан Сува Река) – kosowski klub piłkarski, mający siedzibę w mieście Suva Reka (alb. Theranda), na południu kraju.

## Historia
Chronologia nazw:
- 1947: KF Rinia Suva Reka
- 1965: KF Ballkani Suva Reka

Klub piłkarski KF Rinia został założony w miejscowości Suva Reka w roku 1947. Zespół od 1952 występował w niższych ligach mistrzostw Jugosławii. W 1965 zmienił nazwę na KF Ballkani Suva Reka po tym, jak miasto przejęło przemysł chemiczny i gumowy. W sezonie 1973/74 zadebiutował w Liga e Parë (I poziom ligi kosowskiej), ale nie utrzymał się w niej i spadł z powrotem do niższej ligi - Liga e Dytë. W sezonie 1977/78 wrócił do pierwszej ligi i potem grał w niej aż do 1990. 
W 1991 roku została założona Federacja futbolu Kosowa (FFK), niezależna od Piłkarskiego Związku Jugosławii. Klub jako jeden z pierwszych startował w rozgrywkach pod patronatem FFK i grał w pierwszej lidze do wybuchu wojny domowej w Kosowie w latach 1998–1999. 
Po wznowieniu mistrzostw w sezonie 1999/2000 klub startował w najwyższej lidze Kosowa, w której zajął ostatnie 18.miejsce. Od 2000 roku występował w Liga e Parë (II poziom ligi kosowskiej). W sezonie 2009/10 zajął drugie miejsce w pierwszej lidze i awansował do Superligi. W debiutowym sezonie 2010/11 zajął 10.miejsce i spadł z powrotem do Liga e Parë. Potem nawet został zdegradowany do Liga e Dytë, ale po zwycięstwie w sezonie 2012/13 wrócił do pierwszej ligi. W sezonie 2014/15 zajął 12. miejsce. W następnych dwóch sezonach był 10-tym w końcowej klasyfikacji. W sezonie 2017/18 zajął drugie miejsce i wrócił do Superligi.  
Sezon 2021/22 był najlepszym w historii klubu, gdyż klub po raz pierwszy w swojej historii zdobył mistrzostwo kraju.

## Sukcesy

### Trofea międzynarodowe
Nie uczestniczył w rozgrywkach europejskich (stan na 31-07-2020).

### Trofea krajowe
| \| \| Zdobyte trofea w rozgrywkach Kosowa (stan na: koniec sezonu 2024/2025) \| |                                                                        |      |                           |
| Rozgrywki                                                                       | Osiągnięcie                                                            | Razy | Sezon(y)                  |
| Mistrzostwo                                                                     | I miejsce                                                              | 3    | 2021/22, 2022/23, 2023/24 |
| Mistrzostwo                                                                     | II miejsce                                                             | 1    | 2024/25                   |
| Mistrzostwo                                                                     | III miejsce                                                            | 2    | 2019/20, 2020/21          |
| Puchar                                                                          | zdobywca                                                               | 1    | 2023/24                   |
| Puchar                                                                          | finalista                                                              | 1    | 2019/20                   |
| II liga                                                                         | I miejsce                                                              | 0    |                           |
| II liga                                                                         | II miejsce                                                             | 2    | 2009/10, 2017/18          |
| II liga                                                                         | III miejsce                                                            | 0    |                           |
| Kosowo                                                                          | Zdobyte trofea w rozgrywkach Kosowa (stan na: koniec sezonu 2024/2025) |      |                           |

- Liga e Dytë (III poziom):
  - mistrz (1): 2012/13

## Stadion
Klub rozgrywa swoje mecze domowe na stadionie Stadiumi i Qytetit w Suva Reka, który może pomieścić 1500 widzów.

## Piłkarze

### Obecny skład
Stan na 16 lipca 2025
| Nr | Poz. | Piłkarz           |
| -- | ---- | ----------------- |
| 2  | OB   | Geralb Smajli     |
| 3  | OB   | Arbër Potoku      |
| 4  | OB   | Gentrit Halili    |
| 7  | NA   | Bleart Tolaj      |
| 9  | NA   | Sunday Adetunji   |
| 10 | NA   | Almir Kryeziu     |
| 11 | NA   | Walid Hamidi      |
| 12 | BR   | Artan Iljazi      |
| 13 | BR   | Art Miftari       |
| 14 | OB   | Marsel Ismajlgeci |
| 17 | NA   | Edi Maksutaj      |
| 20 | OB   | Astrit Thaqi      |

| Nr | Poz. | Piłkarz                    |
| -- | ---- | -------------------------- |
| 23 | PO   | Loris Kolgeci              |
| 32 | OB   | Bajram Jashanica (kapitan) |
| 34 | OB   | Merlind Kodra              |
| 37 | PO   | Giovanni                   |
| 45 | NA   | Altin Aliji                |
|    | NA   | Valentin Serebe            |
|    | PO   | Ardit Deliu                |
|    | OB   | Ivica Batarelo             |
|    | PO   | Albert Diène               |
|    | PO   | Engjëll Ajazaj             |
|    | NA   | Krenar Dulaj               |

## Trenerzy
- ??.02.2018–02.09.2018:  Bekim Shotani
- 06.09.2018–14.04.2019:  Sami Sermaxhaj
- 16.04.2019–??.06.2019:  Gani Sejdiu
- 08.06.2019–:  Ismet Munishi

## Inne
- KF Liria Prizren

## Europejskie puchary
Legenda do wszystkich tabel:
- Q – runda eliminacyjna, 1/16, 1/8, 1/4, 1/2 – odpowiednia faza rozgrywek, Grupa – runda grupowa, 1r gr – pierwsza runda grupowa, 2r gr – druga runda grupowa, F – finał, R – runda, PO – play-off
- k. – rzuty karne, los. – losowanie, Dogr. – dogrywka, w. – zasada bramek strzelonych na wyjeździe

| Sezon   | Rozgrywki               | Runda   | Klub              | Dom | Wyjazd | Ogólnie     |
| ------- | ----------------------- | ------- | ----------------- | --- | ------ | ----------- |
| 2022/23 | Liga Mistrzów           | 1Q      | Žalgiris Wilno    | 1–1 | 0–1    | 1–2, Dogr.  |
| 2022/23 | Liga Konferencji Europy | 2Q      | La Fiorita        | 6–0 | 4–0    | 10–0        |
| 2022/23 | Liga Konferencji Europy | 3Q      | KÍ Klaksvík       | 3–2 | 1–2    | 4–4, k: 5–3 |
| 2022/23 | Liga Konferencji Europy | PO      | KF Shkupi         | 1–0 | 2–1    | 3–1         |
| 2022/23 | Liga Konferencji Europy | Grupa G | CFR Cluj          | 1–1 | 0–1    | 4. miejsce  |
| 2022/23 | Liga Konferencji Europy | Grupa G | Slavia Praga      | 0–1 | 2–3    | 4. miejsce  |
| 2022/23 | Liga Konferencji Europy | Grupa G | Sivasspor         | 1–2 | 4–3    | 4. miejsce  |
| 2023/24 | Liga Mistrzów           | 1Q      | Łudogorec Razgrad | 2–0 | 0–4    | 2–4         |
| 2023/24 | Liga Konferencji Europy | 2Q      | Larne             | 3–0 | 4–1    | 7–1         |
| 2023/24 | Liga Konferencji Europy | 3Q      | Lincoln Red Imps  | 2–0 | 3–1    | 5–1         |
| 2023/24 | Liga Konferencji Europy | PO      | BATE Borysów      | 4–1 | 0–1    | 4–2         |
| 2023/24 | Liga Konferencji Europy | Grupa C | Dinamo Zagrzeb    | 2–0 | 0–3    | 4. miejsce  |
| 2023/24 | Liga Konferencji Europy | Grupa C | Viktoria Pilzno   | 0–1 | 0–1    | 4. miejsce  |
| 2023/24 | Liga Konferencji Europy | Grupa C | FK Astana         | 1–2 | 0–0    | 4. miejsce  |
| 2024/25 | Liga Mistrzów           | 1Q      | UE Santa Coloma   | 1–2 | 2–1    | 3–3, k: 5–6 |
| 2024/25 | Liga Konferencji        | 2Q      | Ħamrun Spartans   | 0–0 | 2–0    | 2–0         |
| 2024/25 | Liga Konferencji        | 3Q      | Larne             | 0–1 | 1–0    | 1–1, k: 1–4 |
| 2025/26 | Liga Konferencji        | 2Q      | Floriana          | 4–2 | 1–1    | 5–3         |
| 2025/26 | Liga Konferencji        | 3Q      | Shamrock Rovers   | 1–0 | 0–4    | 1–4         |